# Округ Брантли (Џорџија)
Округ Брантли (енгл. Brantley County) је округ у америчкој савезној држави Џорџија.

## Демографија
По попису из 2010. године број становника је 18.411, што је 3.782 (25,9%) становника више него 2000. године.
| Група             | 2000.          | 2010.          |
| Белци             | 13.712 (93,7%) | 17.198 (93,4%) |
| Афроамериканци    | 582 (4,0%)     | 538 (2,9%)     |
| Азијати           | 13 (0,1%)      | 38 (0,2%)      |
| Хиспаноамериканци | 152 (1,0%)     | 343 (1,9%)     |
| Укупно            | 14.629         | 18.411         |